# Larmor-Diamagnetismus
Der Larmor-Diamagnetismus (benannt nach  dem Physiker Joseph Larmor) ist eine besondere Form des Diamagnetismus, der in Atomen mit vollständig gefüllten Elektronenschalen auftritt. Er wird deshalb auch atomarer Diamagnetismus genannt, im Gegensatz zum Diamagnetismus des freien Elektronengases (Landau-Diamagnetismus).
In der klassischen Vorstellung induziert das externe Magnetfeld atomare Kreisströme, mit denen ein dem Magnetfeld entgegengesetztes magnetisches Moment verbunden ist (Lenzsche Regel). Diese Vorstellung dient jedoch nur der Veranschaulichung, da nach dem Bohr-van-Leeuwen-Theorem ein klassisches System keinen Magnetismus zeigen kann. Die exakte quantenmechanische Beschreibung ist allerdings sehr komplex.

## Beschreibung
Die Larmor-Suszeptibilität (auch diamagnetische Langevin-Suszeptibilität genannt) berechnet sich wie folgt:
{\displaystyle {\begin{aligned}\chi _{\mathrm {Larmor} }&=-{\frac {\mu _{0}Ne^{2}}{6mV}}\sum _{i=1}^{Z}{\langle r_{i}^{2}\rangle }\\&\approx -{\frac {\mu _{0}Ne^{2}}{6mV}}Z_{\mathrm {a} }r_{\mathrm {a} }^{2}\end{aligned}}}
Hierbei bezeichnet
- {\textstyle \mu _{0}} die magnetische Permeabilität des Vakuums
- {\displaystyle N} die Anzahl der Atome
- {\displaystyle e} die Elementarladung
- {\displaystyle m} die Masse
- {\displaystyle V} das Volumen
- {\textstyle Z_{\mathrm {a} }} die Anzahl der Elektronen in der äußersten Schale des Atoms bzw. Ions
- {\textstyle r_{\mathrm {a} }} den Atom- bzw. Ionenradius.

Insgesamt ist die Suszeptibilität weitgehend temperaturunabhängig. Die Verwendung der Elektronenzahl der äußersten Schale ist dadurch gerechtfertigt, dass diese Elektronen aufgrund des größten Radius dominieren.

## Klassische Herleitung
Der Kreisstrom {\displaystyle I}, den {\textstyle Z} Elektronen aufgrund der Larmor-Präzession mit Kreisfrequenz {\displaystyle \omega _{\mathrm {Lamor} }} erzeugen, ist proportional zur magnetischen Flussdichte {\displaystyle B_{\mathrm {ext} }} des äußeren Magnetfelds:
{\displaystyle I=-Ze{\frac {\omega _{\mathrm {Lamor} }}{2\pi }}=-{\frac {Ze^{2}}{4\pi m}}B_{\mathrm {ext} }}
Somit erhält man für das magnetische Moment:
{\displaystyle \mu =IA=-{\frac {Ze^{2}}{4\pi m}}B_{\mathrm {ext} }\pi \left(\langle x^{2}\rangle +\langle y^{2}\rangle \right)=-{\frac {Ze^{2}}{6m}}B_{\mathrm {ext} }\langle r_{\mathrm {a} }^{2}\rangle }
Wobei im letzten Schritt die Kugelsymmetrie {\textstyle \langle x^{2}\rangle +\langle y^{2}\rangle ={\frac {2}{3}}\langle r_{\mathrm {a} }^{2}\rangle } der Ladungsverteilung ausgenutzt wurde.
Daraus ergibt sich die Energieverschiebung der Zustände:
{\displaystyle \Delta E=-\mu B_{\mathrm {ext} }={\frac {Ze^{2}}{6m}}B_{\mathrm {ext} }^{2}\langle r_{\mathrm {a} }^{2}\rangle }
Diese Energieverschiebung resultiert in der Magnetisierung, aus der man letztendlich die Suszeptibilität errechnen kann:
{\displaystyle \chi _{\mathrm {Lamor} }=-\mu _{0}{\frac {N}{V}}{\frac {\partial ^{2}\Delta E}{\partial B_{\mathrm {ext} }^{2}}}=-{\frac {\mu _{0}Ne^{2}}{6mV}}Z_{\mathrm {a} }r_{\mathrm {a} }^{2}}